# زیردریایی بی‌اس-۶۴
زیردریایی بی‌اس-۶۴ (به انگلیسی: Russian submarine BS-64) یک زیردریایی است که طول آن 167 m می‌باشد. این زیردریایی  در سال ۱۹۸۶ ساخته شد.